# مونفورد
مونفورد (بالإنجليزية: Munford)‏ هي مدينة أمريكية تقع في ولاية ألاباما.تبلغ مساحة هذه المدينة 28.6 (كم²)،ويبلغ عدد سكانها 2446 نسمة حسب إحصاء سنة 2010 م.تشير الإحصاءات بأن الكثافة السكانية في هذه المدينة تقدر بـ(85.5) نسمة/كم2.

## التركيبة السكانية
حدّد مكتب تعداد الولايات المتحدة بيانات التركيبة السكانية لمونفورد في تعداد الولايات المتحدة. في ما يلي، التركيبة السكانية حسب تعدادي 2000 و2010.

### تعداد عام 2000
بلغ عدد سكان مونفورد 2,446 نسمة بحسب تعداد عام 2000، وبلغ عدد الأسر 912 أسرة وعدد العائلات 707 عائلة مقيمة في البلدة. في حين سجلت الكثافة السكانية 368.9 نسمة لكل كيلومتر مربع (955.4/ميل2). وبلغ عدد الوحدات السكنية 980 وحدة بمتوسط كثافة قدره 147.8 لكل كيلومتر مربع (382.8/ميل2).
وتوزع التركيب العرقي للبلدة بنسبة 70.81% من البيض و27.35% من الأمريكيين الأفارقة و0.49% من الأمريكيين الأصليين و0.04% من سكان جزر المحيط الهادئ و0.29% من الأعراق الأخرى و1.02% من عرقين مختلطين أو أكثر و0.16% من الهسبانيون أو اللاتينيون من أي عرق.
بلغ عدد الأسر 912 أسرة كانت نسبة 41.3% منها لديها أطفال تحت سن الثامنة عشر تعيش معهم، وبلغت نسبة الأزواج القاطنين مع بعضهم البعض 55.8% من أصل المجموع الكلي للأسر، ونسبة 16% من الأسر كان لديها معيلات من الإناث دون وجود شريك، بينما كانت نسبة 5.7% من الأسر لديها معيلون من الذكور دون وجود شريكة وكانت نسبة 22.5% من غير العائلات. تألفت نسبة 18.9% من أصل جميع الأسر من عدة أفراد يعيشون في نفس المنزل ونسبة 8% كانت تتألف من شخص يعيش بمفرده يبلغ من العمر 65 عاماً أو أكثر. وبلغ متوسط حجم الأسرة المعيشية 2.68، أما متوسط حجم العائلات فبلغ 3.05.
بلغ العمر الوسطي للسكان 33.6 عاماً. وكانت نسبة 27.6% من القاطنين تحت سن الثامنة عشر، وكانت نسبة 8.3% بين الثامنة عشر والرابعة والعشرين عاماً، ونسبة 30.8% كانت واقعةً في الفئة العمرية ما بين الخامسة والعشرين والرابعة والأربعين عاماً، ونسبة 22.4% كانت ما بين الخامسة والأربعين والرابعة والستين، ونسبة 11% كانت ضمن فئة الخامسة والستين عاماً فما فوق. يوجد لكل 100 أنثى 94.1 ذكر، ويوجد لكل 100 أنثى في الثامنة عشر من عمرها فما فوق 93.7 ذكر.
بلغ متوسط دخل الأسرة في البلدة 35,109 دولارًا، أما متوسط دخل العائلة فبلغ 39,205 دولارًا. وكان متوسط دخل الذكور 26,098 دولارًا مقابل 23,000 دولارًا للإناث. وسجل دخل الفرد الخاص بالبلدة 15,346 دولارًا. وكانت نسبة 0.9% من العائلات ونسبة 5.2% من السكان تحت خط الفقر، وكان من هؤلاء نسبة 0% تحت سن الثامنة عشر ونسبة 8.1% في الخامسة والستين من العمر وما فوق.

### تعداد عام 2010
بلغ عدد سكان مونفورد 1,292 نسمة بحسب تعداد عام 2010، وبلغ عدد الأسر 492 أسرة وعدد العائلات 355 عائلة مقيمة في البلدة. في حين سجلت الكثافة السكانية 194.9 نسمة لكل كيلومتر مربع (504.8/ميل2). وبلغ عدد الوحدات السكنية 554 وحدة بمتوسط كثافة قدره 83.6 لكل كيلومتر مربع (216.5/ميل2).
وتوزع التركيب العرقي للبلدة بنسبة 82.43% من البيض و15.63% من الأمريكيين الأفارقة و0.54% من الأمريكيين الأصليين و0.08% من الأعراق الأخرى و1.32% من عرقين مختلطين أو أكثر و1.01% من الهسبانيون أو اللاتينيون من أي عرق.
بلغ عدد الأسر 492 أسرة كانت نسبة 40.2% منها لديها أطفال تحت سن الثامنة عشر تعيش معهم، وبلغت نسبة الأزواج القاطنين مع بعضهم البعض 49% من أصل المجموع الكلي للأسر، ونسبة 17.1% من الأسر كان لديها معيلات من الإناث دون وجود شريك، بينما كانت نسبة 6.1% من الأسر لديها معيلون من الذكور دون وجود شريكة وكانت نسبة 27.8% من غير العائلات. تألفت نسبة 24% من أصل جميع الأسر من عدة أفراد يعيشون في نفس المنزل ونسبة 9.3% كانت تتألف من شخص يعيش بمفرده يبلغ من العمر 65 عاماً أو أكثر. وبلغ متوسط حجم الأسرة المعيشية 2.63، أما متوسط حجم العائلات فبلغ 3.11.
بلغ العمر الوسطي للسكان 37.1 عاماً. وكانت نسبة 26.6% من القاطنين تحت سن الثامنة عشر، وكانت نسبة 9.1% بين الثامنة عشر والرابعة والعشرين عاماً، ونسبة 26.6% كانت واقعةً في الفئة العمرية ما بين الخامسة والعشرين والرابعة والأربعين عاماً، ونسبة 25.3% كانت ما بين الخامسة والأربعين والرابعة والستين، ونسبة 12.4% كانت ضمن فئة الخامسة والستين عاماً فما فوق. وتوزع التركيب الجنسي للسكان بنسبة 46.6% ذكور و53.4% إناث.

## أعلام
- دونالد ستيوارت